# Maze Runner: Correr ou Morrer (livro)
The Maze Runner (no Brasil e em Portugal: Maze Runner: Correr ou Morrer) é o primeiro livro de uma trilogia de ficção científica distópica, escrito por James Dashner e publicado pela editora Random House nos EUA, pela Vergara & Riba Editoras no Brasil e pela Editorial Presença em Portugal. Os direitos do livro foram vendidos à 20th Century Fox. Correr ou Morrer teve duas continuações intituladas: Prova de Fogo (2012) e A Cura Mortal (2012).

## Personagens
- Thomas: O protagonista. Thomas é o último menino que chega na Clareira. Ao acordar na caixa só se lembra do seu nome, no segundo dia na Clareira é atacado por Ben enquanto estava no Campo-santo, depois de ter seguido um besouro mecânico que ali havia adentrado. Torna-se um corredor com Minho depois de ter sido a primeira pessoa a passar uma noite inteira no labirinto. Ele encontra o caminho para sair do labirinto e ajuda os Clareanos a fugir.

- Teresa: A única menina que chega à Clareira. Ela é magra, têm cabelos pretos, olhos azuis e é descrito como muito bonita. Ela é a última pessoa que foi colocada na Clareira. Ela tem uma conexão telepatica com Thomas. Ela chama Thomas de "Tom".

- Alby: O mais velho e líder dos Clareanos. "O menino de pele escura, cabelo cortado, com o rosto barbeado", mantêm a ordem dentro da Clareira, todos os meninos seguem as regras que ele estabeleceu para sobrevivencia dos mesmos. Ele tem uma relação muito estreita com seu segundo em comando, Newt. Ele estava no primeiro grupo  que foi para Clareira com aproximadamente 30 pessoas. Alby comete suicídio se jogando no meio de um grupo de Verdugos pensando que era melhor morrer lá do que fora do labirinto.

- Minho: O Encarregado dos Corredores – pessoas que correm pelo labirinto ao dia mapeando-o em busca de uma saída. Ele é muito sarcástico, impetuoso e impulsivo, mas ao mesmo tempo charmoso, inteligente, leal para com os seus amigos. Sendo corredor, ele está em boa forma e é descrito como "um garoto asiático com os braços fortes e cabelo preto curto." Ele,Thomas e Newt se tornam melhores amigos.

- Chuck: Um menino novo e gordinho com cabelo encaracolado que era o mais novo Clareano até a chegada de Thomas. Imediatamente se torna amigo de Thomas e age como um irmão para ele. Ele tem cerca de 12 anos de idade. Morre no final, quando Gally atira uma faca em Thomas e Chuck pula na frente dele.

- Gally: Um Clareano de cabelos negros que vive seguindo as regras Alby valorizando mais que tudo o bem estar da Clareira. Ele não confia em Thomas e mostra uma imensa antipatia por ele. Encarregado dos Construtores. Ele foge da Clareira e, eventualmente, mata Chuck. É revelado em "A Cura Mortal" que ele sobreviveu à  lança enfiada em seu peito por Minho, provando ser imortal.

- Newt: Um rapaz alto, forte, inteligente, com longos cabelos loiros e um sotaque britânico. Ele costumava ser um corredor, mas não é mais capaz de correr por causa de um ferimento. Ele é muito gentil, simpático e acolhedor para Thomas. Seu apelido para Thomas é Tommy e eles acabam sendo melhores amigos. Ele é amigo mais próximo de Alby e segundo-em-comando – assume como líder quando Alby está ausente.

- Caçarola: Cozinheiro. Encarregado da cozinha. Ele é descrito como muito especial, talentoso, e muito, muito peludo.

- Jeff: O mais alto dos dois Socorristas. Ele trabalha em colaboração com Clint ajudando pessoas com ferimento ou picadas por um Verdugo.

- Winston: O Encarregado dos Retalhadores - cuida de abate de gado para alimentar. Ele é descrito como "um garoto coberto de acne, e um pouco forte" e parece gostar de seu trabalho até demais.

- Zart: Um grande, menino de cabelo preto. Ele é Encarregado dos Debastadores, que cuidam da agricultura. Muito inteligente e gentil com Thomas. Ele é muitas vezes feito de diversão pelos outros Clareanos.

- Ben: É um corredor. Ele ataca Thomas após ser picado por um Verdugo e passar pela Transfomação, recordando-se de Thomas e do que ele fez. E por ter infringido uma das regras da Clareira que é, "Nunca agredir outro Clareano", ele é banido para o Labirinto.

## Desenvolvimento do Livro
No final de 2005, Dashner havia publicado quatro livros para completar sua saga ”The Jimmy Fincher”, que foi lançada por uma pequena editora regional. Sua editora queria que ele escrevesse outro livro para eles, mas Dashner decidiu que iria escrever para uma editora nacional em vez dela. Em novembro daquele ano, ele teve uma ideia, ao ir para a cama dormir: "um grupo de adolescentes que vivem dentro de um labirinto insolúvel cheio de criaturas horrendas, no futuro, em um mundo distópico sombrio. Seria um experimento, para estudar sua mentes. Coisas terríveis seriam feitas a eles. Coisas horríveis. Completamente sem esperança. Até que as vítimas viram tudo de cabeça para baixo." O livro foi publicado mais tarde em 2009. Dashner iniciou o livro em dezembro de 2005 até março de 2006.

## Adaptação Cinematográfica
A Fox lançou uma adaptação cinematográfica para o livro, intitulada The Maze Runner – Maze Runner: Correr ou Morrer (PT/BR) –, em 19 de Setembro de 2014. Wes Ball foi confirmado como diretor e T.S. Nowlin escreveu o roteiro. Dylan O'Brien fez o papel principal de Thomas, Thomas Brodie-Sangster é Newt e Kaya Scodelario fez Teresa.